# Sukirtharani
Sukirtharani (* 1973) ist eine zeitgenössische Feministin, Sozial-Aktivistin und Autorin der Dalit, einer Gruppe von Nachfahren der indischen Ureinwohner. Sie wurde sowohl für ihren Einsatz für Frauen und die Gesellschaft, als auch für ihre Lyrik in der Sprache Tamil, die Eingang in College-Lehrpläne gefunden hat, ausgezeichnet. Deutsche Übersetzungen ihrer Gedichte entstanden im Rahmen des Projektes Poets translating Poets des Goethe-Instituts.

## Leben und Werk
Sukirtharani schloss ein Studium der tamilischen Literatur mit dem Master ab. Sie arbeitet als Lehrerin an einer Mädchenschule in Ranipet. Neben Veröffentlichungen in Anthologien und Zeitschriften veröffentlichte Sukiratharani vier Gedichtbände als Einzelpublikationen. Ein autobiografisches Romanprojekt ist in Arbeit.
Die Gedichte von Sukirtharani beschäftigen sich mit Weiblichkeit und ihrer Rolle als Dalit. Sie feiern den weiblichen Körper und verurteilen das unterdrückende Gesellschaftssystem. Damit zählt sie zu den feministischen Dichterinnen, die in der tamilischen Öffentlichkeit als „Bad Girls“ wahrgenommen werden. Sie veröffentlichte mehrfach mit anderen Lyrikerinnen, die ebenfalls als „Bad Girls“ gelten: Malathi Maithri, Salma und Kutti Revathi. Die Titel ihrer gemeinsamen Anthologien Wild Girls Wicked Words und Wild Words Four Tamil Poets spielen offensichtlich mit diesem Image.  
In Deutschland wurde sie vor allem durch ihre Teilnahme an dem Projekt Poets translating Poets - Versschmuggel mit Südasien bekannt. Sie nahm in diesem Rahmen an einer Lesereise durch Deutschland teil und las unter anderem im Haus für Poesie in Berlin und auf dem Harbourfront Festival in Hamburg. Die Übersetzung ihrer Gedichte erfolgte im Rahmen eines Workshops in Chennai und Thiruvananthapuram im Dezember 2015, an dem außer ihr N Sukumaran (Tamil), Mamta Sagar und Abdul Rasheed (Kannada), Anitha Thampi und Veerankutty (Malayalam), sowie
Nicolai Kobus, Orsolya Kalász und Ulf Stolterfoht (Deutsch) teilnahmen.

## Publikationen

### Einzelpublikationen
- Kamatheepu, Kalachuvadu Publications, Nagercoil 2012, ISBN 978-93-81969-17-5.
- Theendapadatha Mutham, Kalachuvadu Publications, Nagercoil 2010, ISBN 978-93-80240-16-9.
- Avalai Mozhipeyarthal, Kalachuvadu Publications, Nagercoil 2006, ISBN 978-81-89359-68-3.
- Iravu Mirugam, Kalachuvadu Publications, Nagercoil 2004, ISBN 978-81-87477-94-5.

### Anthologien (Auswahl)
- Lakshmi Holmstrom (Hrsg.): Wild Words Four Tamil Poets, Harper Perennial, London 2015, ISBN 978-93-5177-087-9.
- Lakshmi Holmstrom (Hrsg.): Wild Girls Wicked Words: Thaernthedutha Kavithaikal, Kalachuvadu Publications, Nagercoil 2012, ISBN 978-93-81969-14-4.